# Колмар
ООО "УК «Колмар»" (Группа «Колмар») — угледобывающие предприятия, трейдинговые и логистические компании, образующие единый цикл добычи, обогащения и отгрузки высококачественного коксующегося и энергетического угля, добываемого на месторождениях Нерюнгринского района Республики Саха (Якутия).
В настоящее время балансовые запасы участков, лицензиями на разработку которых обладают предприятия «Колмар», превышают 1 млрд тонн угля (по российской классификации запасов A+B+C1). Объём добычи 2021 года — 11 млн тонн коксующегося угля.
Текущая деятельность группы «Колмар» направлена на развитие угледобычи и строительство обогатительных мощностей на Дальнем Востоке России для производства высококачественного коксующегося угля, соответствующего требованиям потребителей в азиатско-тихоокеанском регионе. Срок жизни реализуемых проектов — более 70 лет. Размер инвестиций — $2,15 млрд.

## История компании
ООО «Колмар» была основана в 2003 году кипрским холдингами Bixcut Holdings и Magora Trading и зарегистрированной на Британских Виргинских островах Saybrook Capital, с целью организации управления угледобывающими предприятиями и развития новых проектов по разработке угольных месторождений на юге Якутии.
В апреле 2010 года контрольный пакет акций УК «Колмар» был приобретён компанией «Интегро» Михаила Прохорова. На момент покупки общий объём балансовых запасов «Колмара» оценивался в 400 млн тонн коксующегося угля.
В 2012 году была совершена сделка по продаже 60 % «Колмара» (весь пакет акций, принадлежавший «Интегро») структурам Геннадия Тимченко. Согласно данным прессы, покупка была совершена совместным предприятием Gunvor и фонда Volga Resources Montlink Ltd. Оставшиеся 40 % «Колмара» принадлежат компании Bixcut Holdings, подконтрольной Анатолию Митрошину. После покупки 60 % были разделены поровну между фондом Volga Resources и Gunvor (по 30 %).
В марте 2014 года в связи с принятием западными странами экономических санкций в отношении России, Геннадий Тимченко «в целях корпоративной безопасности» продал принадлежащие ему акции Gunvor Group Торнбьорну Торнквисту. Теперь бизнесмен владеет 30 % «Колмара» через Volga Group.
В своем интервью 4 августа 2014 года Геннадий Тимченко заявил, что Gunvor и Volga Group реализуют совместные проекты в рамках УК «Колмар».
В апреле 2015 года Gunvor в соответствии с озвученными осенью 2014 года планами по выходу из российских активов продала свою долю в «Колмаре» структурам Искандара Махмудова и Андрея Бокарева.

## Состав группы
- ООО "УК «Колмар» — компания, управляющая якутскими активами[9].
- АО ГОК «Денисовский» — компания, специализирующаяся на добыче коксующегося угля (подземным способом) и дальнейшем его обогащении.
- АО ГОК «Инаглинский» — компания, специализирующаяся на добыче коксующегося угля (подземным и открытым способом) и дальнейшем его обогащении.
- ООО «Колмар открытые горные работы» — компания, специализирующаяся на добыче коксующегося угля (открытым способом).
- ООО «Колмар — Продажи и Логистика» — трейдинговая компания, занимающаяся оптовой продажей твёрдого топлива (зарегистрирована 15 ноября 2011 года, ИНН 1434043111)

## Рейтинговые оценки
Рейтинговое агентство АКРА в 2024 году присвоило АО «Колмар груп» рейтинговую оценку AA-(RU) со стабильным прогнозом.

## Структура акционеров
- А. Е. Цивилёва — 70 %[11][12][a]
- Volga Resources — 30 %[5]

## Ключевые фигуры
Цивилёва, Анна Евгеньевна — владелица компании

## Санкции
29 июня 2022 года, после российского вторжения на Украину, «Колмар» и Анна Цивилёва  были включены в британский санкционный список, поскольку Цивилёва «получила значительную выгоду от родства с президентом»:

Под санкции попала и Анна Цивилева, кузина Путина по отцу и президент крупной российской угледобывающей компании ОАО «Колмар Групп». Муж Цивилёвой Сергей Цивилёв является губернатором Кемеровской области, где имеются богатые угольные месторождения, эта пара извлекает значительную выгоду от своего родства с Путиным. АО «Колмар Групп» также попало под санкции сегодня.— «Заявлении британского правительства», 29 июня 2023 года

## Критика
По данным журналистcих расследований, до прихода Владимира Путина к власти, Анна Цивилёва и Сергей Цивилёв не были богатыми людьми, но в 2012 году друг Владимира Путина Геннадий Тимченко за символическую цену продал им компанию «Колмар». После чего, по различным оценкам, компания получила от государства более 11 млрд. рублей в качестве финансовой помощи. Согласно данным расследования издания «Агентство», Анна Цивилёва не только владеет компанией «Колмар», но и участвует в управлении регионом «как полноправная хозяйка».

## Технологии
Угледобывающая компания «Колмар» была основана в 2003 году и ведет свою основную деятельность на территории Республики Саха (Якутия). Сегодня она имеет в своем составе добычные и перерабатывающие предприятия, сбытовые и логистические структуры, ведет строительство терминала для перевалки угля в Ванинском районе Хабаровского края (порт Ванино, бухта Мучке).

### Комментарии
1. ↑  А.Е. Цивилёва — супруга губернатора Кузбасса С. Е Цивилёва. По данным британского Форин-офис является двоюродной племянницей Владимира Путина[13].  29 июня 2022 года была включена в британский санкционный список, поскольку «получила значительную выгоду от родства с президентом»[13].